# Friedrich von Amerling

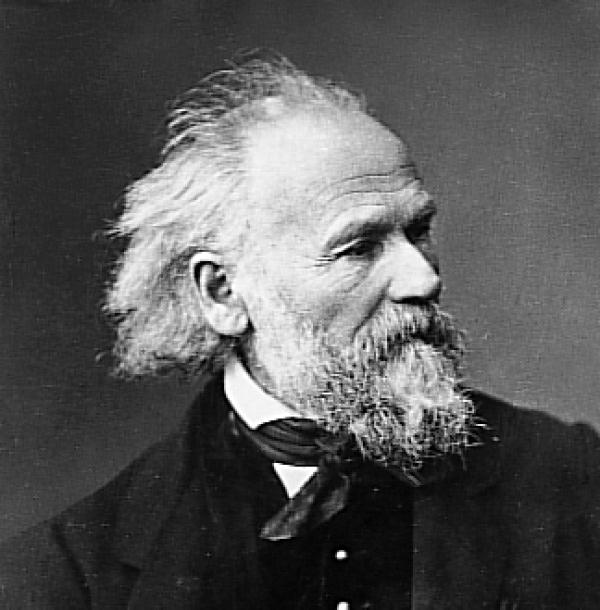
Friedrich von Amerling, Fotografie von Carl von Jagemann (um 1880)

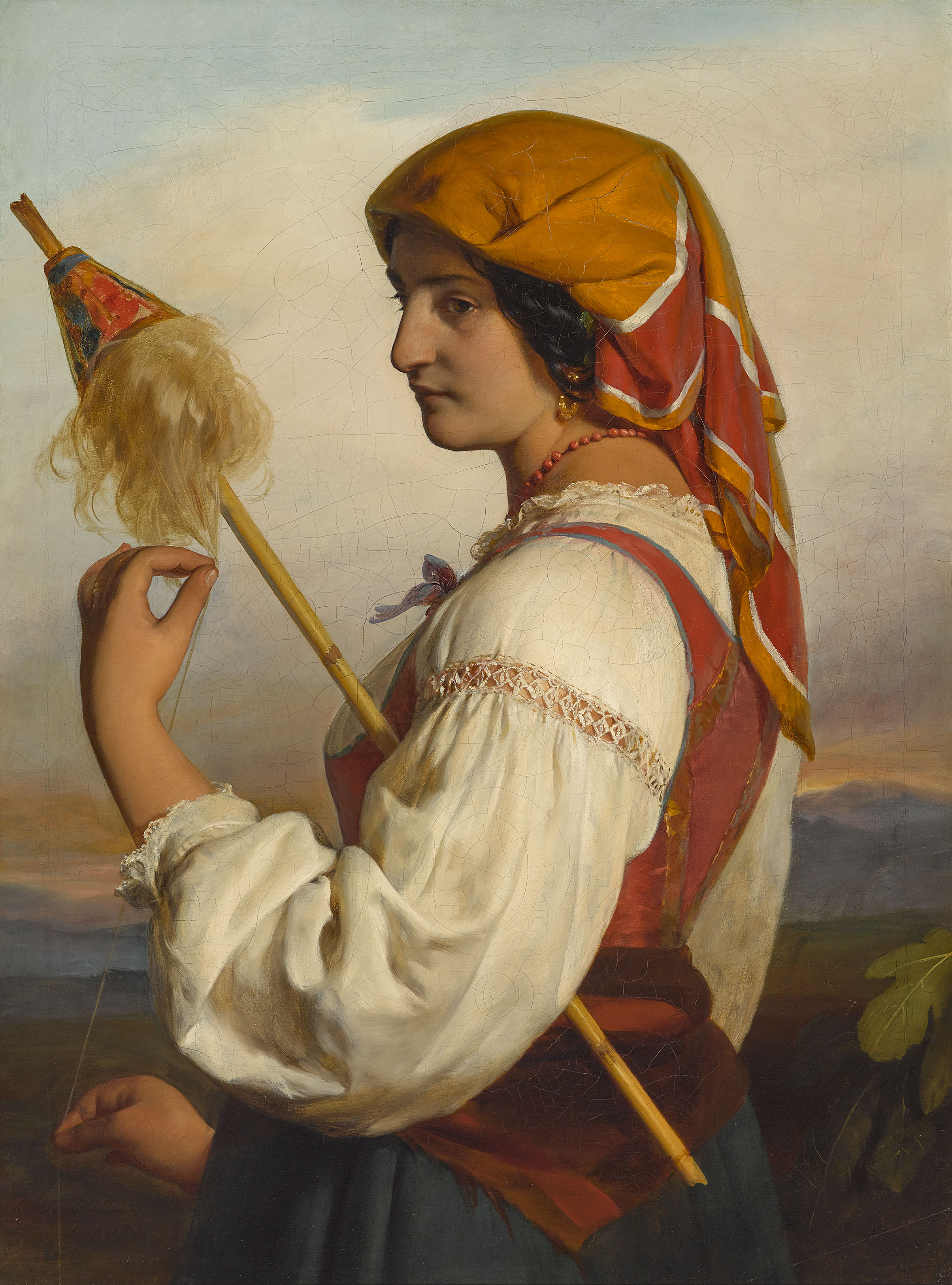
Römerin mit Spinnrocken „Chiaruccia“ (1846)

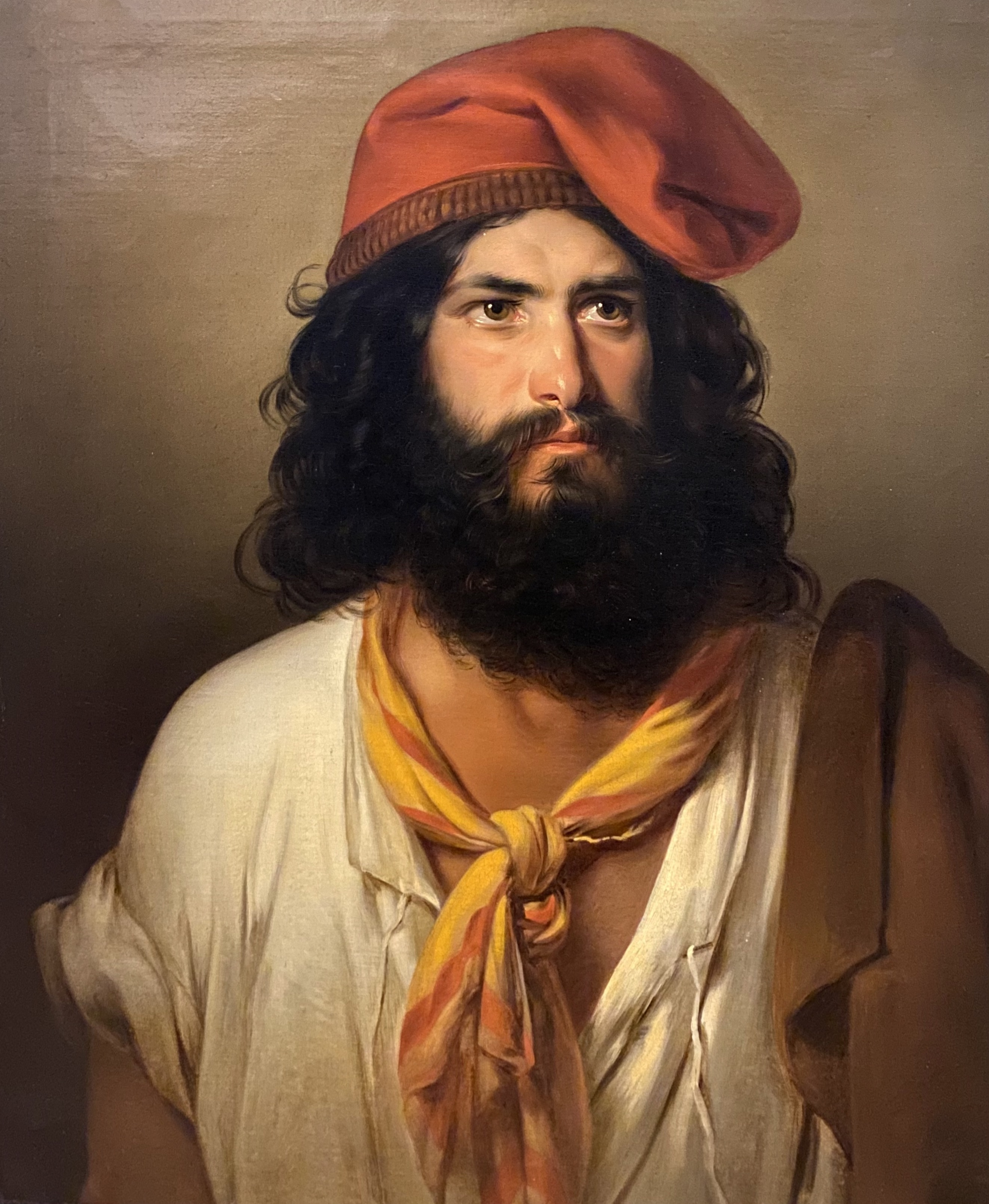
Neapolitanischer Fischer (Menecuccio, mit Matrosenkappe)

Friedrich Ritter von Amerling (* 14. April 1803 in Spittelberg; † 14. Januar 1887 in Wien) war ein österreichischer Maler. Neben Ferdinand Georg Waldmüller war Amerling einer der angesehensten österreichischen Porträtmaler des 19. Jahrhunderts.

## Leben

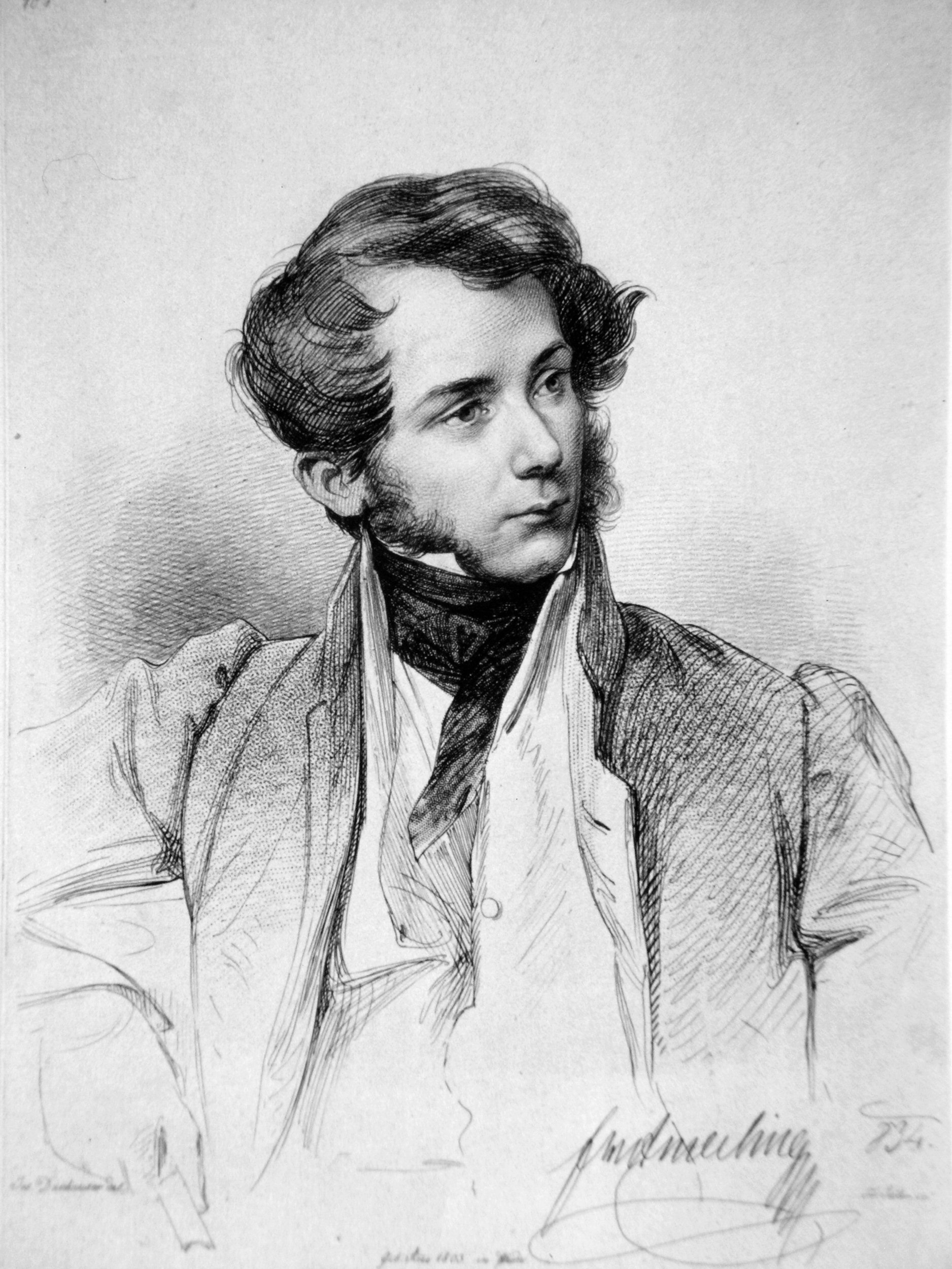
Friedrich Amerling, Radierung von Franz Xaver Stöber nach Josef Danhauser, 1834

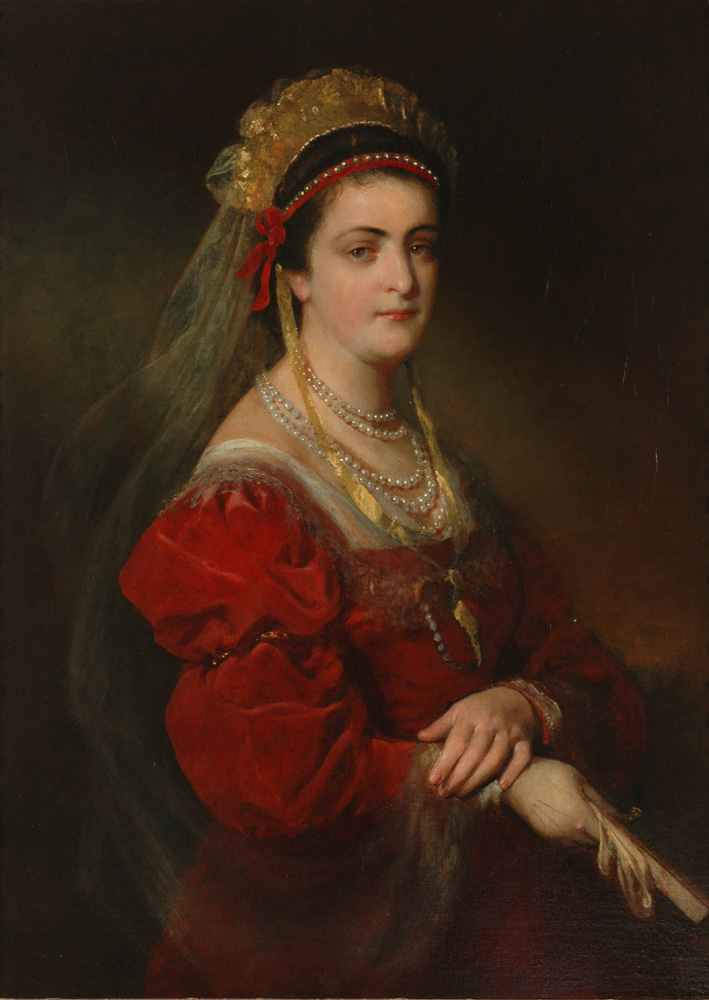
Porträt von Amerlings letzter Ehefrau Marie geb. Nemetschke (1881)

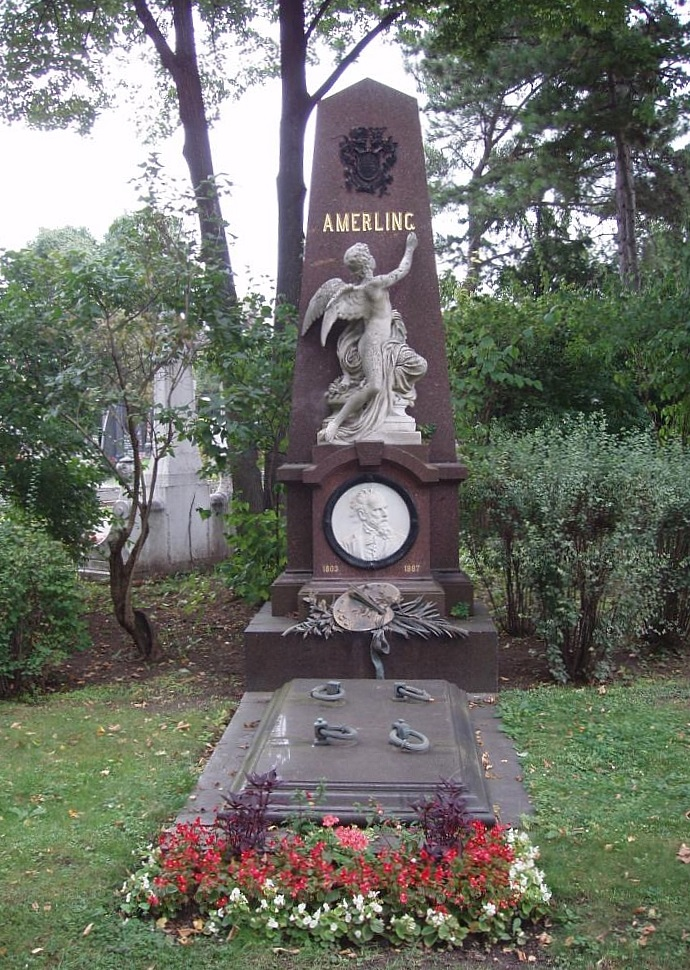
Ehrengrab auf dem Wiener Zentralfriedhof

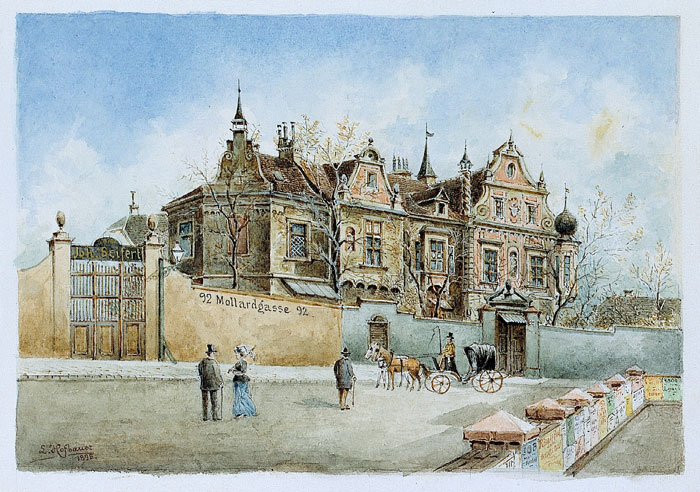
Das Amerlingschlößl an der Mollardgasse (1895)

Friedrich Amerling war der Sohn des Gold- und Silberdrahtziehers Franz Amerling und dessen Frau Theresia Kargl. Er studierte von 1815 bis 1824 an der Akademie der bildenden Künste in Wien. Nachdem er dort zunächst bei Josef Klieber die Graveurschule besucht hatte, wechselte er in die Klasse für „Historische Zeichnungsgründe“ bei Hubert Maurer und Karl Gsellhofer (1779–1858).
1824 ging Amerling nach Prag zu seinem Onkel Heinrich und studierte an der Akademie der Bildenden Künste Prag als Schüler von Joseph Bergler dem Jüngeren bis 1826 weiter. 1827 und 1828 verbrachte er in London, wo er vom Porträtmaler Thomas Lawrence beeinflusst wurde. Weitere Reisen führten ihn nach Paris, wo er bei Horace Vernet arbeitete, und Rom, ehe er – seit 1828 wieder zurück in Wien – Aufträge des österreichischen Kaiserhauses, des Adels und Bürgertums ausführte.
1829 erhielt er den Reichel-Preis der Akademie in Wien. Amerling unternahm zeit seines Lebens ausgedehnte Studienreisen: 1836 und 1838 nach Italien, 1838 in die Niederlande, 1839 nach München, 1840–1843 nach Rom, 1882 nach Spanien, 1883 nach England, 1884 nach Griechenland, 1885 nach Skandinavien bis zum Nordkap und 1886 nach Ägypten und Palästina. Sein 1838 in Wien ausgestelltes Gemälde Die junge Morgenländerin erregte viel Aufsehen und führte in den folgenden Monaten zu einer Flut von Gedichten (u. a. von Levitschnigg) in der österreichischen Presse, die das Gemälde und sein Sujet priesen.
Amerling war viermal verheiratet: 1832 bis zu deren Tod 1843 mit Antonie Kaltenthaler, 1844 bis zur Scheidung 1845 mit Katharina Heißler, 1857 bis zu deren Tod 1880 mit Emilie Heinrich, und 1881 mit Maria Nemetschke, ehemals verheiratete Paterno.
1878 wurde Amerling in den Adelsstand erhoben und hieß seither Friedrich Ritter von Amerling. Als einer der angesehensten Künstler Wiens empfing er zahlreiche wichtige Literaten und Musiker (wie Franz Liszt) bei sich zu Hause.
1858 erwarb Amerling das im Kern aus dem 12. Jahrhundert stammende Schloss Gumpendorf in Wien und stattete es nach seinem Geschmack mit wertvollen Kunstschätzen aus. Das Gebäude wurde deshalb im Volksmund auch Amerlingschlößl genannt.
Neben zahlreichen anderen Ehrungen erhielt er 1879 den Orden der Eisernen Krone III. Klasse und wurde aufgrund der Ordensstatuten als „Ritter von Amerling“ in den erblichen österreichischen Adelsstand erhoben. Amerling starb 1887. Er erhielt ein Ehrengrab auf dem Wiener Zentralfriedhof (Gruppe 14 A, Nummer 30), das von Johannes Benk gestaltet wurde. Vom selben Künstler stammt auch das Amerling-Denkmal im Wiener Stadtpark aus dem Jahr 1902.

## Nachlass
Den Nachlass Amerlings, im geschätzten Wert von 120.000 Gulden, verwaltete bis zu ihrem Tod, am 3. April 1914, seine letzte Frau, die spätere Gräfin Marie Hoyos. Sie vermachte diesen im Sinne des Künstlers der Genossenschaft der bildenden Künstler Wiens zur Gründung der „Marie Gräfin Hoyos-Amerling-Stiftung“, um bedürftige Künstler zu unterstützen. So kam im Mai 1916 ein Großteil des Nachlasses von Friedrich von Amerling im Dorotheum zur Versteigerung. Die Stiftung selbst kam allerdings nur 1918–1922 mit jeweils 500-1.000 Kronen zum Tragen und wurde schon 1929 wieder aufgelöst.
Sein letztes Wohnhaus, das Amerlingschlößl, musste 1895 zum großen Teil dem Stadtbahnbau weichen; seine Reste wurden 1961/1962 abgetragen, wobei das Renaissanceportal im Hof des Hauses 6, Gumpendorfer Straße 104, wiederaufgestellt wurde.
Ebendort hatte Amerling auch eine bedeutende Sammlung von Schmiedeeisenarbeiten, welche zum Teil von seiner vierten Ehefrau in das Haus ihres Vaters Franz Nemetschke, Bäckerstraße 7, verbracht wurde und heute noch zu sehen ist.
1887 wurde die Amerlingstraße in Wien nach dem Maler benannt. Das Amerlinghaus genannte Geburtshaus des Künstlers ist seit 1978 ein Kultur- und Kommunikationszentrum, in dem sich auch das Bezirksmuseum Neubau befindet.
1948 emittierte die österreichische Post eine 60 Groschen-Sonderbriefmarke aus Anlass des 60. Todestages von Friedrich von Amerling mit seinem Porträt. 2005 folgte als Gemeinschaftsausgabe mit dem Fürstentum Liechtenstein im Rahmen der Sondermarkenserie „Liechtenstein Museum Wien“ eine 125 Cent-Marke mit einem Mädchenkopf.

## Werk
Amerling schuf über 1000 Werke, großteils Porträts. Er war der beliebteste Porträtist des Hochadels und des Großbürgertums in der Zeit des Wiener Biedermeier; der Höhepunkt seines Schaffens lag in der Zeit von 1830 bis 1850. Elegante Zeichnung, exotische Arrangements und prächtige Farbigkeit zeichnen seine Werke aus. Der Großteil seiner Gemälde befindet sich in österreichischen Museen und Sammlungen. Einen Sensationspreis von 1.502.300 Euro erzielte am 15. Oktober 2008 im Auktionshaus Dorotheum das Mädchen mit Strohhut aus dem Jahr 1835. Käufer ist das Liechtenstein-Museum in Wien.

## Werke
- Ferdinand I., Kaiser von Österreich (Wien, Heeresgeschichtliches Museum), Öl auf Leinwand
- Ein Fischerknabe (Wien, Belvedere), 1830, Öl auf Leinwand
- Der Maler Thomas Ender (Wien, Belvedere), 1831, Öl auf Leinwand, 40,5 × 32,5 cm
- Franz I. im österreichischen Kaiserornat (Wien, Kunsthistorisches Museum), 1832, Öl auf Leinwand, 260 × 164 cm
- Marie Freiin Vesque von Püttlingen (Wien, Belvedere), 1832, Öl auf Leinwand, 90,5 × 75 cm
- Maximilian Speck von Sternburg (Leipzig, Museum der bildenden Künste), 1832[8]
- Porträt eines älteren Mannes – Graf Breda? (Wien, Belvedere), 1833, Öl auf Leinwand
- Porträt des Malers Peter Fendi (Wien, Liechtenstein Museum, Inv. Nr. GE2063), 1833, Öl auf Leinwand, 52 × 42 cm
- Bildnis der Henriette Baronin Pereira-Arnstein mit ihrer Tochter Flora (Wien, Belvedere), 1833, Öl auf Leinwand, 158 × 124,5 cm
- Graf August Ferdinand Breuner-Enckevoirt mit Gattin Maria Theresia Esterhazy und den beiden Kindern (Schloss Grafenegg), 1834
- Mädchen mit Strohhut (Wien, Liechtenstein Museum), 1835, Öl auf Leinwand (bislang teuerstes Bild Amerlings; wurde 2008 um 1,5 Millionen Euro ersteigert)
- In Träumen versunken (Wien, Liechtenstein Museum, Inv. Nr. GE1125), 1835, Öl auf Leinwand, 55 × 45 cm
- Alexander Freiherr von Vesque-Püttlingen als Kind (Wien, Belvedere), 1836, Öl auf Leinwand, 31,5 × 26 cm
- Porträt des Grafen István Széchenyi (Budapest, Ungarische Akademie der Wissenschaften), 1836, Öl auf Leinwand, 250 × 165 cm
- Porträt der Prinzessin Marie Franziska von Liechtenstein im Alter von 2 Jahren (Wien, Liechtenstein Museum, Inv. Nr. GE2314), 1836, Öl auf Karton, 33 × 27 cm
- Der Bildhauer Pompeo Marchesi (Wien, Belvedere), 1836, Öl auf Leinwand, 40 × 33 cm
- Die Mutter des Malers (Wien, Belvedere), 1836, Öl auf Karton, 47 × 39 cm
- Porträt des Tier- und Landschaftsmalers Friedrich Gauermann (St. Pölten, Museum Niederösterreich, Inv. Nr. 8663), um 1836, Öl auf Leinwand
- Porträt der Prinzessin Karoline von Liechtenstein im Alter von eineinhalb Jahren (Wien, Liechtenstein Museum, Inv. Nr. GE2315), 1837, Öl auf Leinwand, 35 × 28 cm
- Porträt der Elise Kreuzberger (Wien, Liechtenstein Museum, Inv. Nr. GE2377), 1837, Öl auf Leinwand, 57 × 45 cm
- Rudolf von Arthaber mit seinen Kindern Rudolf, Emilie und Gustav (Wien, Belvedere), 1837, Öl auf Leinwand, 221 × 155 cm
- Bildnis des Malers Carl Vogel von Vogelstein (Berlin, Nationalgalerie, Inv. Nr. A III 541), 1837
- Porträt der Prinzessin Sophie von Liechtenstein im Alter von etwa eineinhalb Jahren (Wien, Liechtenstein Museum, Inv. Nr. GE2379), 1838, Öl auf Leinwand, 34 × 28 cm
- Die drei köstlichen Dinge (Wien Museum, Inv. Nr. 117.356), 1838, Öl auf Leinwand
- Die junge Morgenländerin, 1838, Öl auf Leinwand, gerahmt 107 cm × 91 cm, zuerst ausgestellt in Wien, jetzt im Cleveland Museum of Art[9]
- Lautenspielerin (Wien, Belvedere, Inv. Nr. Lg 0040), 1838, Öl auf Leinwand, 99 × 82 cm
- Porträt des Bildhauers Bertel Thorvaldsen (Wien, Liechtenstein Museum, Inv. Nr. GE353), 1843, Öl auf Leinwand, 103 × 81 cm
- Porträt des Ludwig Louis von Pereira-Arnstein[10], 1844, Universalmuseum Joanneum, Graz
- Porträt des späteren Fürsten Johann II. von Liechtenstein als Kind auf einem Schimmelpony (Wien, Liechtenstein Museum, Inv. Nr. GE2381), 1845, Öl auf Leinwand, 234 × 157 cm
- Die Malerin Luise Pfeiffer-Nathusius (Wien, Belvedere), 1846, Öl auf Leinwand, 50,5 × 78 cm
- Der Sohn Friedrich Amerling auf dem Krankenbett (Wien Museum), 1850, Öl auf Leinwand
- Friedrich, der Sohn des Künstlers (Wien Museum), 1851, Öl auf Leinwand
- Gräfin Nákó (Budapest, Ungarische Nationalgalerie), 1855, Öl auf Leinwand, 127 × 106 cm
- Studienkopf eines bärtigen Mannes (Wien, Liechtenstein Museum, Inv. Nr. GE2378), Öl auf Leinwand, 65 × 53 cm
- Selbstporträt (Salzburg, Residenzgalerie, Inv. Nr. 00276), Öl auf Leinwand, 50,5 × 41,5 cm
- Bildnis Frau Striebel (Privatbesitz), Öl auf Leinwand, 99 × 103 cm
- Römerin mit Spinnrocken „Chiaruccia“ (Privatbesitz), Öl auf Leinwand, 93 × 71 cm

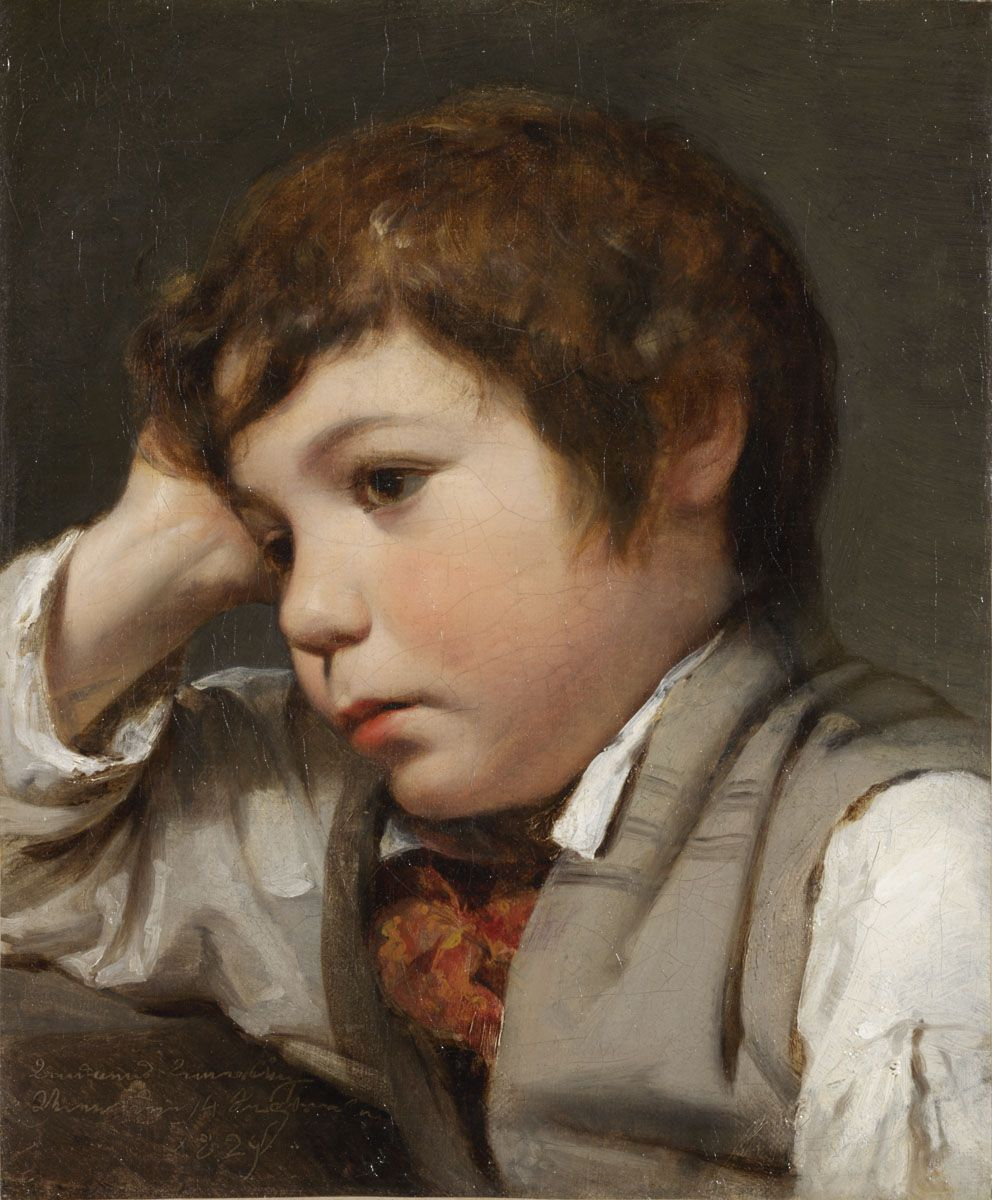
Andreas Amerling (1829)
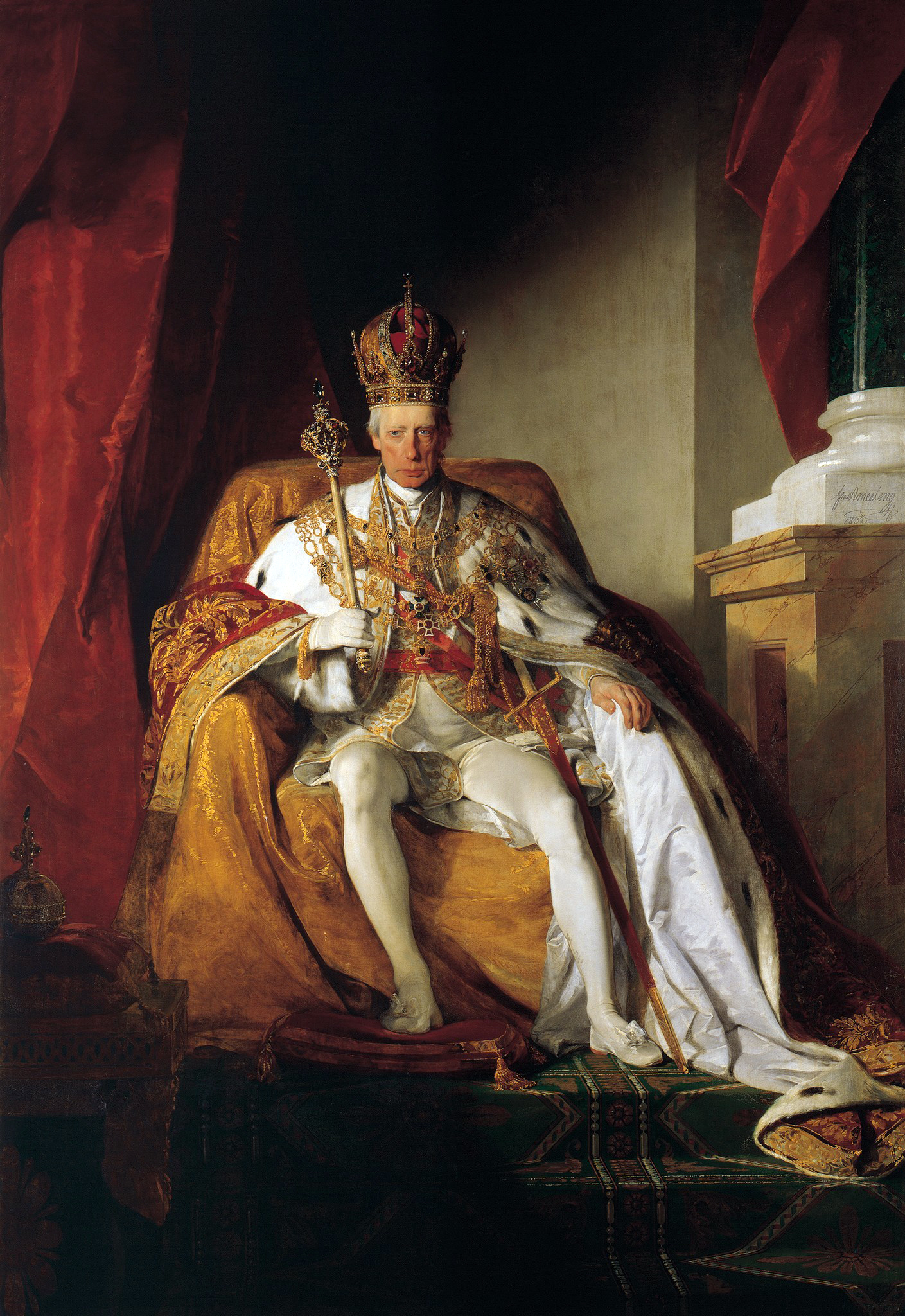
Kaiser Franz I. von Österreich (1832) mit den Insignien des Kaisertums Österreich
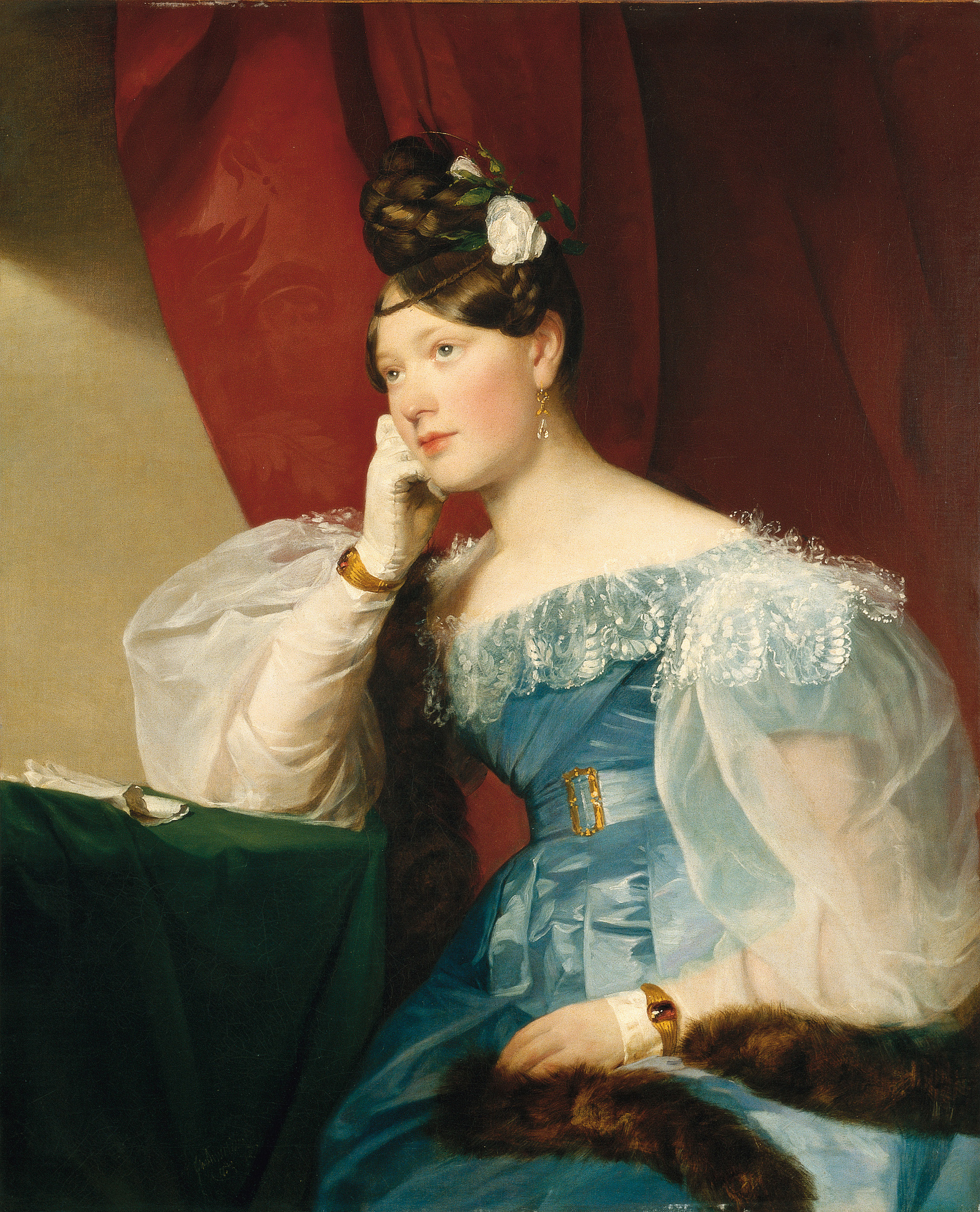
Julie Gräfin von Woyna (1832)
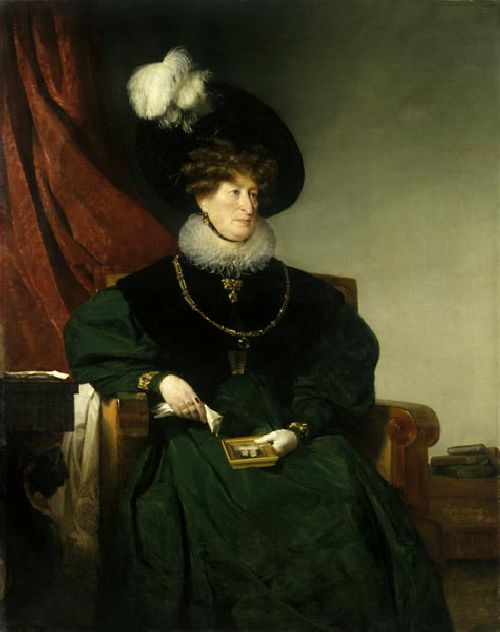
Cäcilie Freiin von Eskeles (1832)
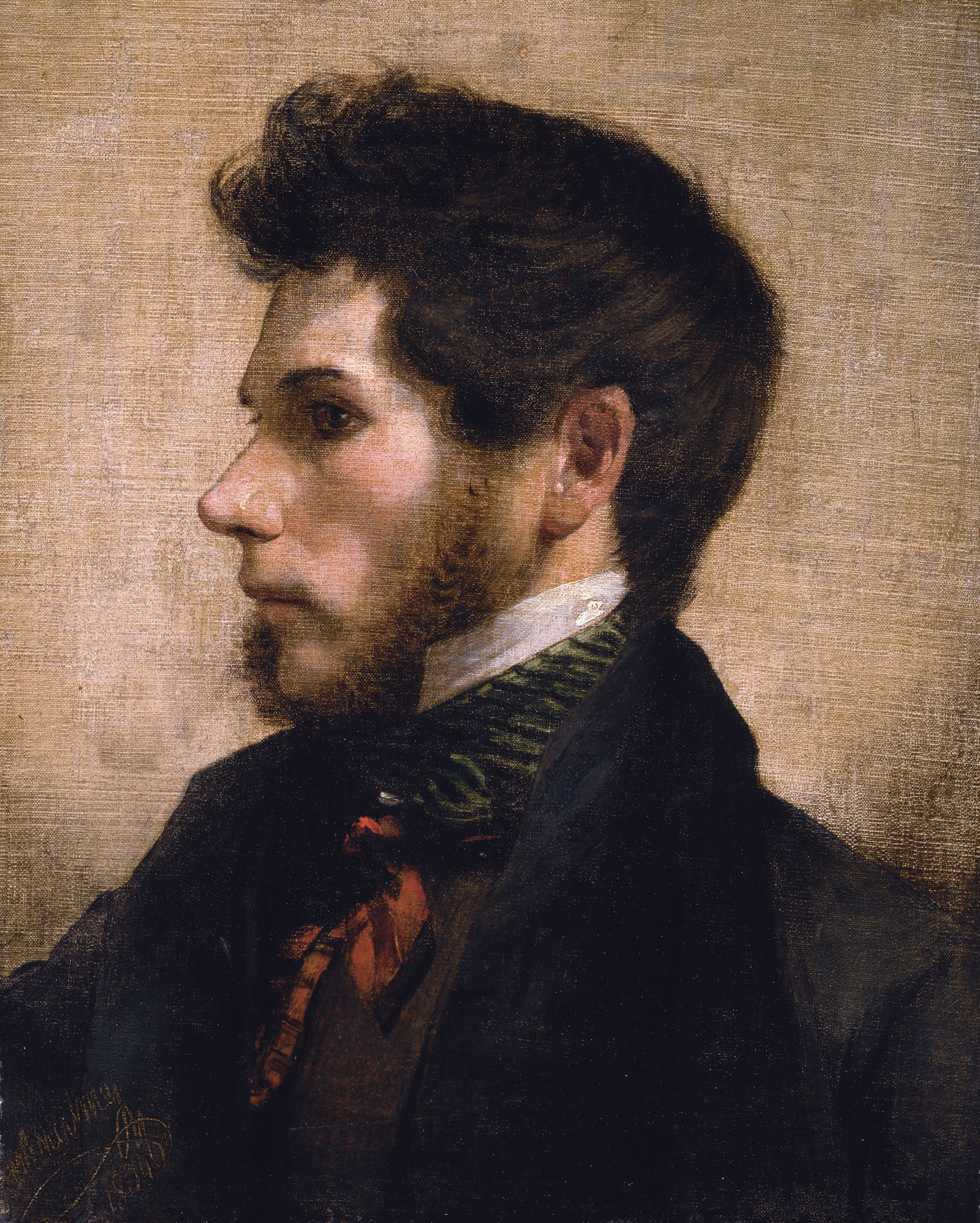
Selbstporträt (1834)
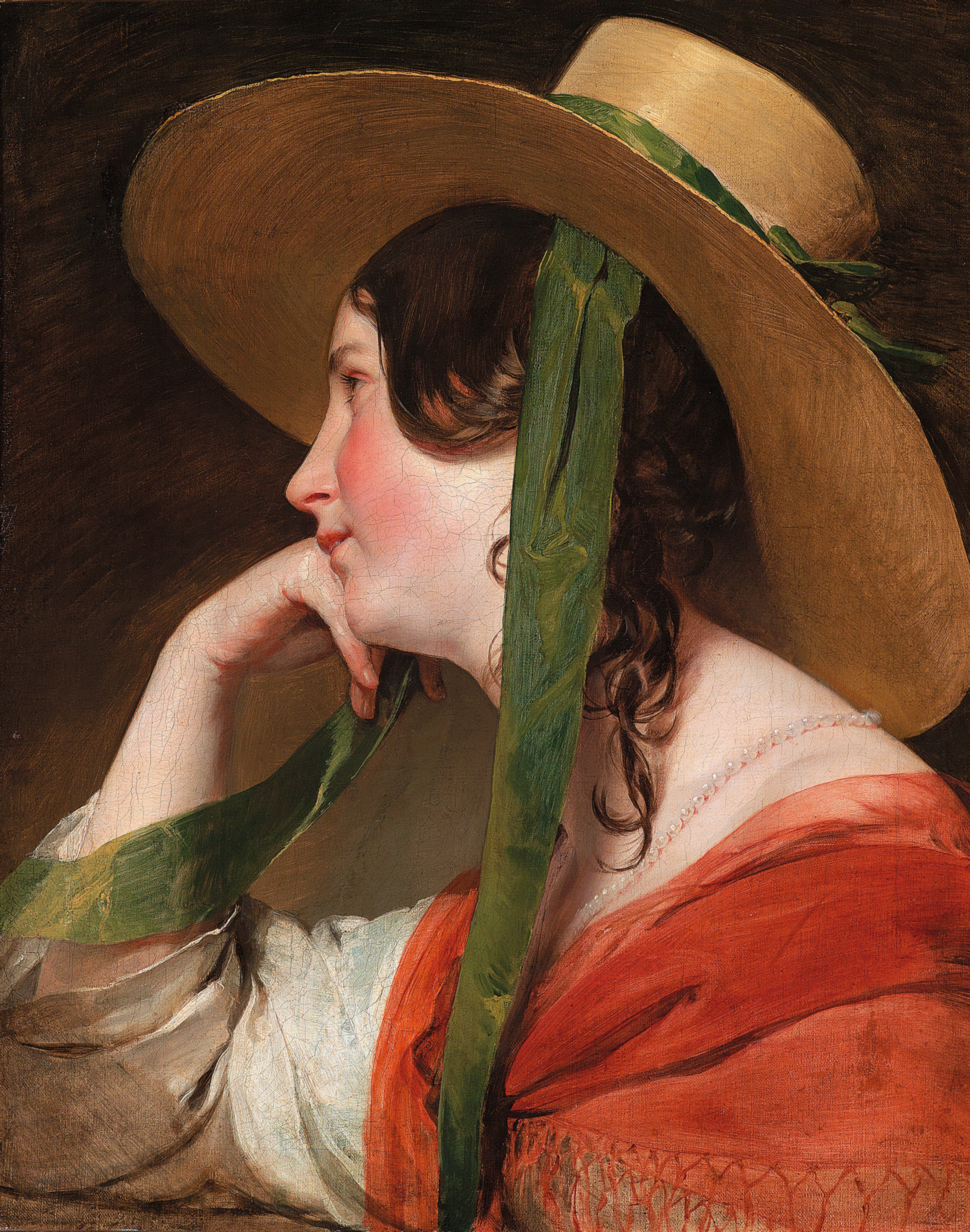
Mädchen mit Strohhut, bis dato das teuerste versteigerte Werk von Amerling im Wert von Euro 1,5 Millionen (1835)
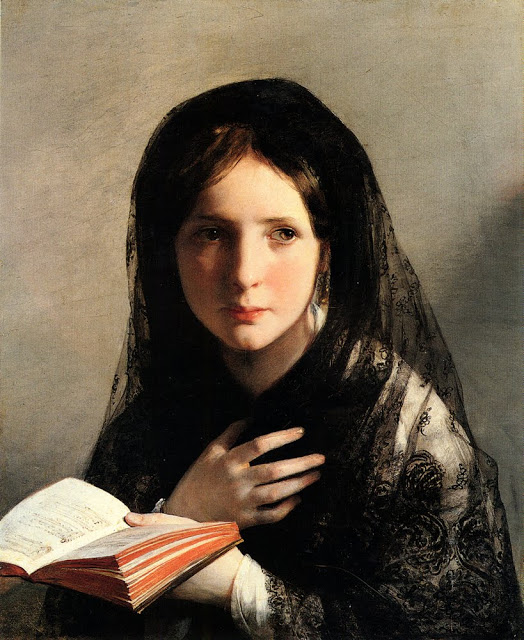
In Träumen versunken (1835)